# Jardins Jean-Marie-Pelt
Les jardins Jean-Marie-Pelt, anciennement parc de la Seille, sont un parc urbain inauguré le 31 mai 2002 au Nord-Est du quartier du Sablon à Metz. Ils sont situés à l’est du quartier de l’Amphithéâtre entre l’avenue Louis-le-Débonnaire à l’ouest et le quartier de Queuleu à l’est ; la Seille sépare les deux quartiers. Au nord se trouvent le centre Pompidou-Metz et le palais omnisports Les Arènes.
Depuis 2012, le parc est labellisé Écojardin. En 2016, le parc de la Seille est renommé en hommage à Jean-Marie Pelt.

## Contexte de création

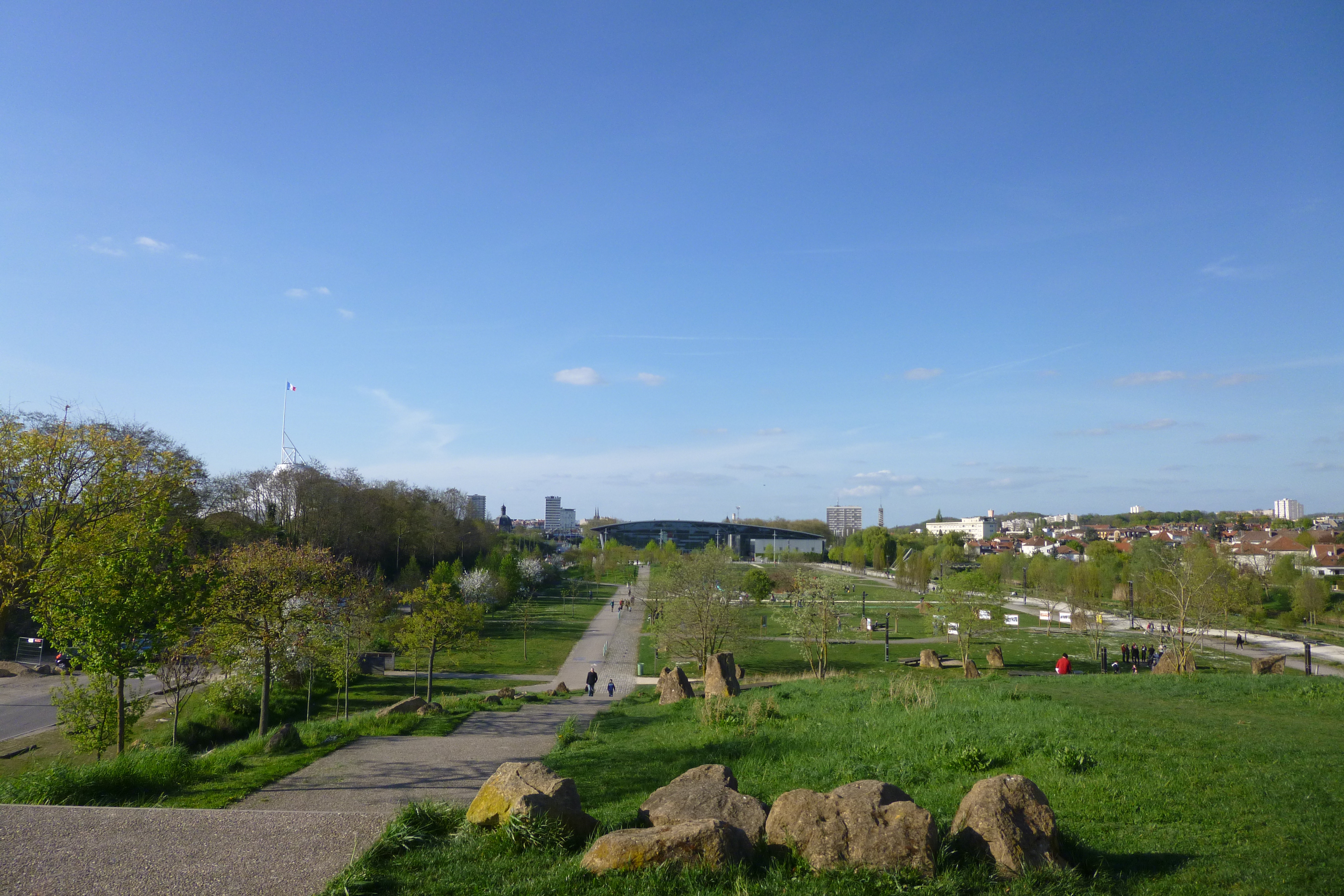
Le parc de la Seille côté nord, vu de la colline

Aménagement paysager contemporain, il a été conçu par les paysagistes Jacques Coulon (architecte) et Laure Planchais (paysagiste),, à proximité immédiate du centre-ville et à quelque pas du centre Pompidou. Le parc constitue la toute première réalisation du nouveau quartier d’urbanisation dit de l’Amphithéâtre, en occupant la zone de friche et de terrains de sports succédant aux anciennes rives sauvages de la Seille avant sa canalisation d'après-guerre. 
De par sa conception et son fonctionnement, il intègre un ensemble de préceptes écologiques tels que le maintien sur le site des volumes de terre déplacées, le remploi de matériaux présents antérieurement comme les pavés, le filtrage naturel de la rivière et l’anticipation des crues, et en particulier la gestion des eaux de ruissellement que génère l’ensemble des quarante-cinq hectares du nouveau quartier d’urbanisation.
Une passerelle métallique piétonne est installée sur la Seille le 19 décembre 2011 pour relier le parc au quartier de Queuleu. Elle est nommée officiellement passerelle de Graoully, en référence à l’animal mythique à l’apparence de dragon qui après avoir terrorisé les habitants de Metz, a été noyé dans la Seille par saint Clément venu libérer la ville.

## Composition paysagère

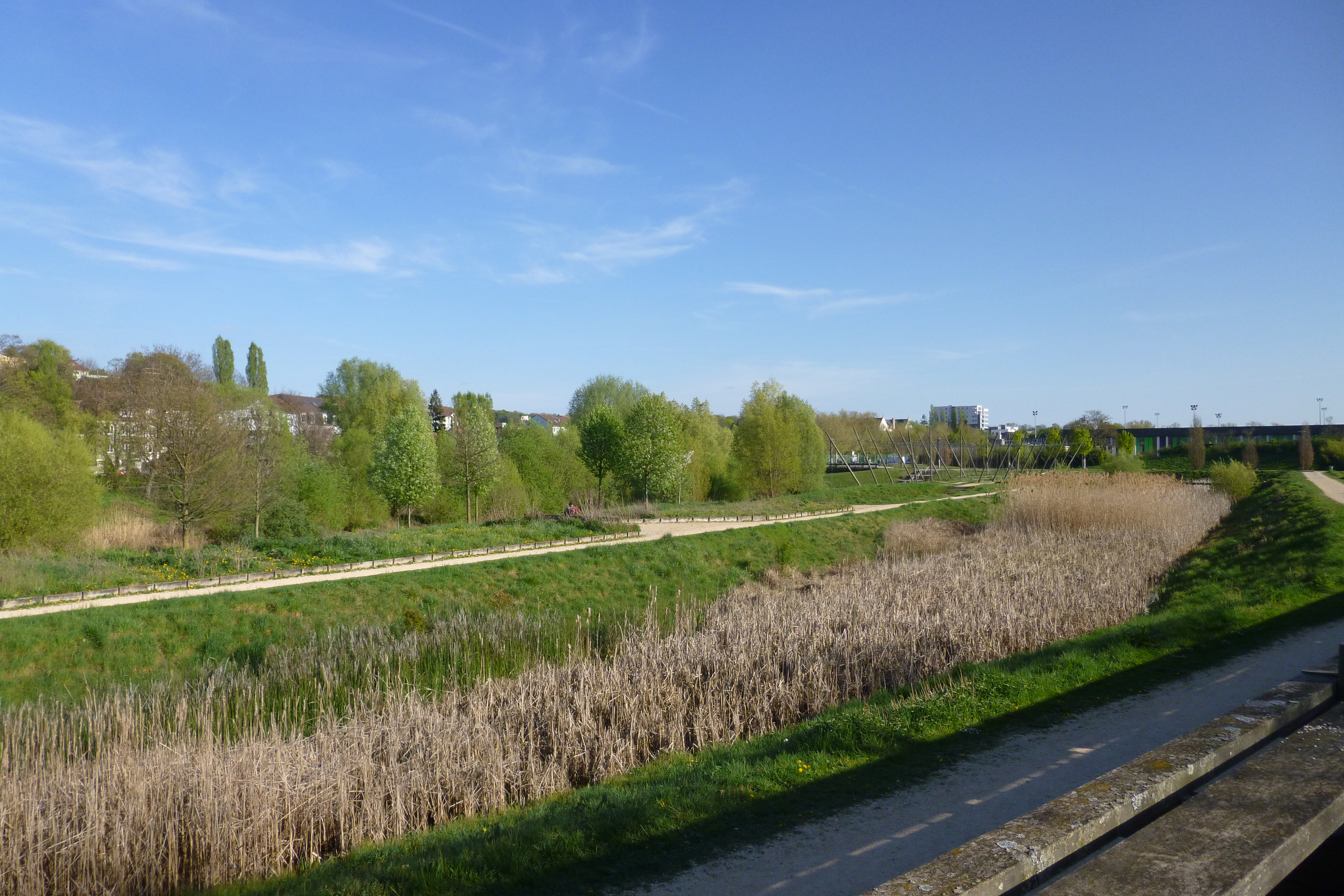
Vue sur la lagune et la roselière du sud des jardins Jean-Marie-Pelt

Le jardin Jean-Marie-Pelt se décline en prairies, jardins et collines, aménagés entre le talus des voies de la SNCF (avenue Louis-le-Débonnaire) et les berges de la Seille (rue Georges-Ducrocq), rivière confluent de la Moselle qui avait été partiellement canalisée au cours des précédentes décennies. En plein centre, une bute forme un promontoire duquel on peut voir le parc dans son ensemble. 
Six kilomètres de sentiers sont destinés à la promenade, habillées de revêtements de sols adaptés à des usages divers : pavés remployés pour les piétons, macadam pour les rollers et trottinettes, sols stabilisés pour les zones de flânerie et de détente. Il intègre de nombreux bancs ou banquettes et une aire engazonnée pour les jeux libres. Des pontons sur les berges où abondent roseaux (7 200 plants) et bambous (760 plants) invitent à la pratique de la pêche et de l’observation naturaliste, face à une île étirée, créée au centre de la Seille.

## Espèces végétales
Essentiellement jardin végétal, le parc arbore chênes, platanes et érables qui constituent le paysage végétal aérien le long des promenades tandis que des tulipiers de Virginie ombragent l’esplanade du Palais omnisports Les Arènes. De la vigne, des mirabelliers et du houblon sont plantés par référence aux activités traditionnelles de la région. Le bassin de lagunage, la roselière et le bassin humide ayant pour fonction de traiter les eaux pluviales du nouveau quartier mettent en scène le cycle de l’eau et son écosystème.

## Activités ludiques et sportives
Le jardin Jean-Marie-Pelt se prête à la pratique de nombreux sports. Il compte à cet effet plusieurs équipements dont un plateau multisport destiné au football, basket et ping-pong, un bassin sec encaissé de 70 × 40 mètres pour les jeux de ballon, une piste de 700 mètres en macadam pour les rollers, des chemins pour les joggers et un ruban cyclable qui longe le parc aux abords de l’avenue Louis-le-Débonnaire, de la piscine Lothaire aux parvis des Arènes.

## Œuvres permanentes
- Tremblement de ciel, sculpture de 11 tonnes pour 25 mètres en cuproaluminium recouverte de feuilles d’or, située sur la colline artificielle. L’œuvre a été créée à Nantes en deux exemplaires identiques pour symboliser le 150e anniversaire du traité de l’amitié entre la France et le Japon. Le premier exemplaire a été commandé pour la France par la chaîne de télévision japonaise FUJI-TV, le second exemplaire baptisé La Flamme de la liberté est installé à Tokyo[8].
- Libérazione de Franco Adami (2000), sculpture de marbre et bronze, située sur le parvis des Arènes. Cette sculpture rassemble dans un matériau noble les influences ethniques de l’artiste que sont l’art africain traditionnel, l’iconographie étrusque et l’art aztèque[9].

## Concert estival
Chaque année depuis 2009, un concert gratuit suivi d'un spectacle pyrotechnique est organisé fin août sur le parvis des Arènes lors du dernier week-end de la fête de la Mirabelle. Tous les ans, ce spectacle gratuit réunit le temps d'une soirée plus de 60 000 spectateurs dans le parc de la Seille.
- Invités en 2009 : Collectif Métissé, Tom Frager, Singuila, Quentin Mosimann, Sliimy, Passi avec son groupe Bisso Na Bisso[11].
- Invités principaux en 2010 : Alan Stivell, Aphex Twin, Carlos Nunez[12].
- Invité principal en 2011 : Gaëtan Roussel[13].
- Invité principal en 2012 : Emir Kusturica and The No Smoking Orchestra[14]

## Promenade photographique
Des expositions en plein-air sont présentées tout au long de l'année, au jardin Jean-Marie-Pelt. La première édition de METZ PHOTO a eu lieu en 2011, au Centre-ville. Ces expositions, renouvelées toutes les six semaines, présentent les travaux des photographes de l’association Photo-Forum.